# Niposoma lewisi
Niposoma lewisi är en skalbaggsart som först beskrevs av Sylvain Auguste de Marseul 1873.  Niposoma lewisi ingår i släktet Niposoma och familjen stumpbaggar. Inga underarter finns listade i Catalogue of Life.